# Harald Bohr
Harald August Bohr (22 de abril de 1887 — 22 de janeiro de 1951) foi um matemático e futebolista dinamarquês, medalhista olímpico.
Filho de Christian Bohr, irmão do físico Niels Bohr. Harold competiu nos Jogos Olímpicos de Verão de 1908 em Londres. Ele ganhou a medalha de prata.

## Biografia
Bohr nasceu em 1887, filho de Christian Bohr, professor de fisiologia, de formação luterana, e Ellen Adler Bohr, mulher de uma rica família judia de renome local. Harald tinha uma estreita relação com seu irmão mais velho, que The Times comparado àquele entre o capitão Cuttle e Capitão Bunsby em Charles Dickens' Dombey and Son.

## Carreira matemática
Como seu pai e irmão antes dele, em 1904 Bohr matriculou-se na Universidade de Copenhagen, onde estudou matemática, obtendo seu mestrado em 1909 e seu doutorado um ano depois. Entre seus tutores estavam Hieronymus Georg Zeuthen e Thorvald N. Thiele. Bohr trabalhou em análise matemática; muito de seu trabalho inicial foi dedicado à série de Dirichlet, incluindo seu doutorado, que foi intitulado Bidrag til de Dirichletske Rækkers Theori (Contribuições para a Teoria da Série de Dirichlet). Uma colaboração com Gottingen baseados Edmund Landau resultou na Teorema de Bohr-Landau, relativo à distribuição de zeros em funções zeta.
Bohr trabalhou em análise matemática, fundando o campo das funções quase periódicas, e trabalhou com o matemático de Cambridge G. H. Hardy.
Em 1915 tornou-se professor na Polyteknisk Læreanstalt (hoje Universidade Técnica da Dinamarca), onde trabalhou até 1930, quando assumiu o cargo de professor na Universidade de Copenhague. Ele permaneceu neste cargo por 21 anos até sua morte em 1951. Børge Jessen foi um de seus alunos lá.
Ele foi um professor visitante na Universidade de Stanford durante o ano acadêmico de 1930–1931. Ele foi um pesquisador visitante no Instituto de Estudos Avançados no verão de 1948.
Na década de 1930, Bohr foi um importante crítico das políticas anti-semitas que se enraizaram no sistema matemático alemão, publicando um artigo criticando as ideias de Ludwig Bieberbach em Berlingske Aften em 1934.

## Professor
Bohr era conhecido como um professor acadêmico extremamente capaz e o prêmio anual para o ensino de destaque na Universidade de Copenhagen é chamado de Harald, em homenagem a Harald Bohr. Com Johannes Mollerup, Bohr escreveu um livro-texto influente em quatro volumes, Lærebog i Matematisk Analyze.

## Publicações
- Fastperiodische Functionen. Berlim: Julius Springer, 1932 (tradução para o inglês Nova York: Chelsea, 1947)
- Zur Theorie der fastperiodischen Funktionen, 3 Teile, Acta Mathematica, Volume 45, 1925, pp. 29-127, Volume 46, 1925, pp. 101-214, Volume 47, 1926, pp. 237-281.
- com Johannes Mollerup: Laerebog i matematisk analyse. 4 volumes, Copenhague, 1915 a 1918 (última edição 1945 a 1949)
- Erling Følner, Børge Jessen (eds.): Collected Mathematical Works of Harald Bohr, 3 Bände, Kopenhagen: Dansk Matematisk Forening, 1950–1952.
- Fastperiodische Funktionen,  Jahresbericht DMV, Band 34, 1926, S. 25–40.
- Die Riemannsche Zetafunktion,  Jahresbericht DMV Band 24, 1915, S. 1–16.
- Über die gleichmäßige Konvergenz Dirichletscher Reihen, Journal für die reine und angewandte Mathematik, Band 143, 1913, S. 203–211.
- com H. Cramér: Die neuere Entwicklung der analytischen Zahlentheorie. Enzyklopädie der mathematischen Wissenschaften mit Einschluss ihrer Anwendungen, Leipzig, 1923–1927, S. 722–849.